# Abdal Razaque
Abdal Razaque (em árabe: عبد الرزاق; romaniz.: Abd al-Razzak) foi um rebelde berbere da corrente sufrita carijita do século IX, ativo no Califado Idríssida do Magrebe.

## Vida

Califado Idríssida e vizinhos no Magrebe Ocidental

As origens de Abdal Razaque são desconhecidas. Um sufrita carijita, aparece no reinado do califa Ali II, quando se rebelou no distrito montanhoso de Madiuna ao sul da capital Fez. Após várias batalhas, Ali foi derrotado e forçado a sair da cidade e refugiar-se com os aurabas, enquanto Abdal Razaque ocupou o distrito andalusino, um dos distritos da capital. O distrito cairuanense, porém, recusou-se a reconhecê-lo e nomeou como sucessor um primo de Ali, Iáia II. Pouco após a ascensão de Iáia, o distrito andalusino foi tomado e Abdal Razaque fugiu. Seu destino é incerto.